# Аква-тофана

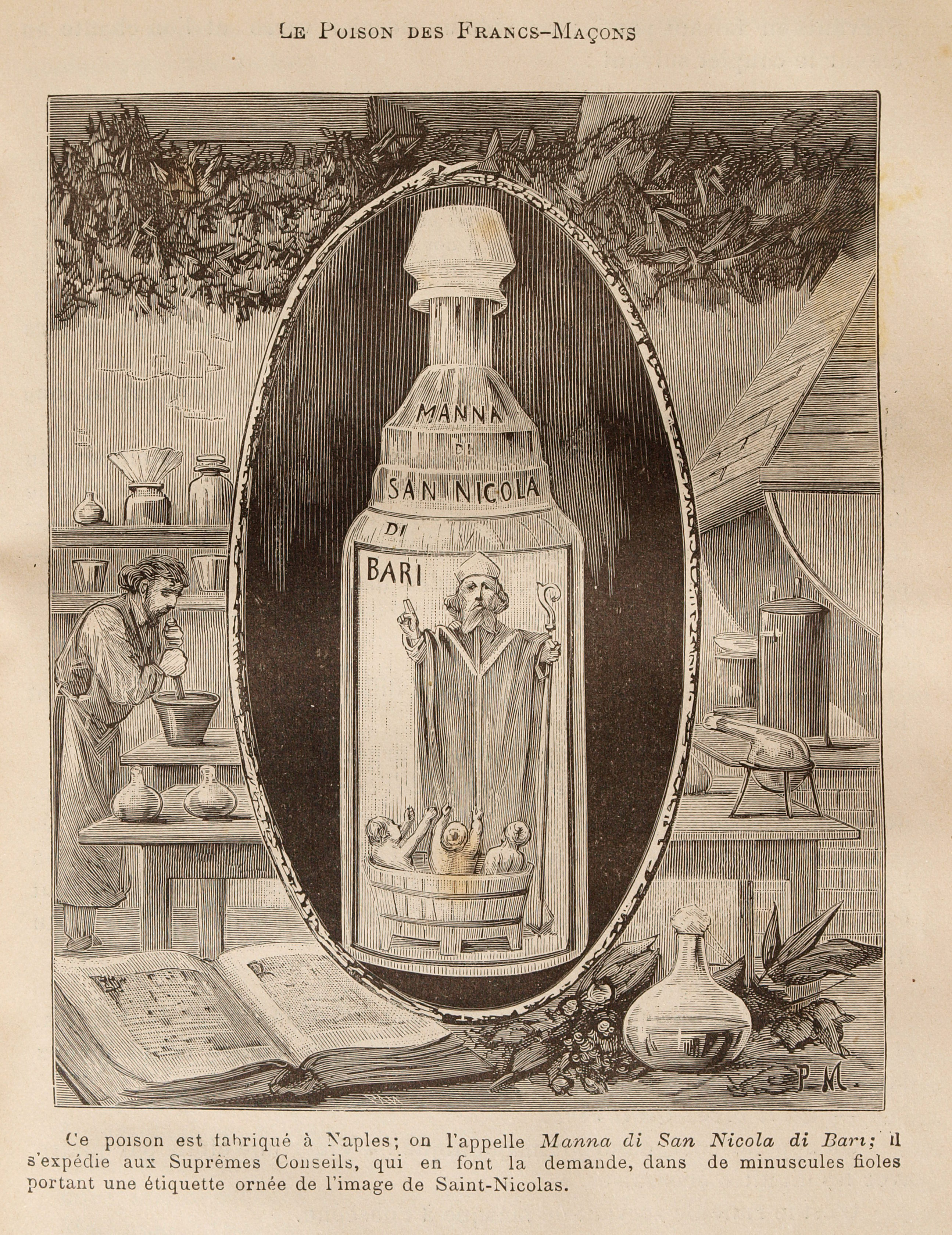
"манна св. Николая" (А́ква-тофа́на)

А́ква-тофа́на (вода Тофаны; тофанова вода), или неаполитанская вода, также «манна св. Николая» (итал. acqua tofana; acqua toffana, acqua tufania, acqua tufanica, acquetta, acqua di Napoli, «manna di San Nicola») — ядовитый напиток, названный по имени изобретательницы, сицилийской отравительницы Тофаны (Тофании ди Адамо); сильнейший и тончайший яд, приобретший громкую известность в Италии в конце XVII и начале XVIII веков. Продавался во флакончиках с изображением св. Николая.

## Описание яда
Аква-тофана — жидкость, бесцветная и прозрачная как вода, безвкусная и не возбуждающая подозрения, но очень ядовитая: смертельная при приёме 5—6 капель. Употреблялась дозированно в целях быстрого или медленного отравления.
Признаки отравления не были внезапными: отравленные постепенно ослабевали, худели, чувствовали сильную жажду, отвращение к еде и впадали в мрачное состояние духа. Рвота случалась очень редко.

## Изобретательница
В 1640 году Джулия Тофана, куртизанка и химик родом из Палермо, усовершенствовала яд, названный в ее честь. Благодаря этому изобретению она стала богатой и могущественной: успех был достигнут благодаря воле многих супругов, особенно женщин, испытавших необходимость овдоветь в то время, когда развод еще не был юридически признан. 
Но через несколько лет клиентка женщины, графиня Кери, чтобы избавиться от мужа, употребила всю жидкость из флакона с ядом, вызвав подозрения родственников погибшего. Расследование привело к тому, что Джулия Тофана, которую заключили в тюрьму и подвергли пыткам, призналась, что она продавала, особенно в Риме, во время периода чумы (что еще больше затрудняло выявление отравлений), флаконы, достаточные для того, чтобы убить 600 человек за этот период между 1633 и 1651 годами. 5 июля 1659 года она была осуждена и казнена в Риме, на Кампо деи Фьори вместе со своей дочерью или сестрой Джироламой Спера и еще тремя женщинами, виновными в отравлении своих мужей. Со временем еще 41 женщина была задушена в дворцовых темницах или замурована по приказу инквизиции. 
Этот факт также нашел отклик в Париже в связи с делом об отравлении, произошедшим в десятилетие 1670-1680 годов: между 1666 и 1676 годами Мария-Мадлен д'Обрэ, маркиза Бринвилье, отравила своего отца, двух своих братьев, чтобы завладеть наследством и её сестра перед арестом и казнью. 
К середине XIX века память о воде тофана была еще жива, о чем свидетельствует писатель Александр Дюма, который так выразился в своей работе «Граф Монте-Кристо»: 
«...Мадам, мы говорили о разных вещах, о Перуджино, о Рафаэле, о привычках, обычаях и о той знаменитой воде тофана, о которой, как вам сказали, некоторые до сих пор хранят секрет в Перудже ».
В число известных людей, подозреваемых в отравлении водой тофана, входят музыкант Вольфганг Амадей Моцарт и Папа Бенедикт XIII.

## Состав яда
Состав яда известен, но точные дозы неизвестны. Вода из тофана содержала воду, диоксид мышьяка, свинцовые опилки, опилки сурьмы и сок, извлеченный из ягод белладонны. Мышьяковый ангидрид, кипяченный в воде, создает кислую среду и позволяет свинцу и сурьме растворяться, образуя бесцветный раствор без запаха и вкуса с очень высоким уровнем токсичности. 
После введения он вызывает рвоту и последующую лихорадку за короткое время, в результате чего клиническую картину пострадавшего можно спутать с картиной нормального кишечного расстройства; смерть наступает в течение 15-20 дней при соблюдении правильной дозировки. Вода тофана понемногу отравляет людей, делая смерть естественной (лицо умершего становится румяным), тем самым снимая подозрения в убийстве.

## Легенда о Моцарте
Легенда о том, что Моцарт (1756-1791) мог быть отравлен с помощью аква-тофана, полностью необоснованна, хотя сам Моцарт и дал начало этому слуху.
Однако, некоторые исследователи продолжают придерживаться этой версии. В частности, музыковеды Оливер Хан и Клаудия Маурер Ценк, в ходе исследований рукописей Моцарта, обнаружили, что в рукописи «Волшебной флейты», оперы, над которой композитор работал в конце своей жизни, было обнаружено большое количество мышьяка, который, по некоторым свидетельствам, является одним из важнейших ингредиентов Aqua Tofana.